# Janesville (Wisconsin)
Janesville es una ciudad ubicada en el condado de Rock en el estado estadounidense de Wisconsin. En el Censo de 2010 tenía una población de 63.575 habitantes y una densidad poblacional de 712,59 personas por km².

## Geografía
Janesville se encuentra ubicada en las coordenadas 42°41′5″N 89°0′47″O / 42.68472, -89.01306. Según la Oficina del Censo de los Estados Unidos, Janesville tiene una superficie total de 89.22 km², de la cual 87.69 km² corresponden a tierra firme y (1.71%) 1.52 km² es agua.

## Demografía
Según el censo de 2010, había 63.575 personas residiendo en Janesville. La densidad de población era de 712,59 hab./km². De los 63.575 habitantes, Janesville estaba compuesto por el 91.7% blancos, el 2.57% eran afroamericanos, el 0.29% eran amerindios, el 1.35% eran asiáticos, el 0.03% eran isleños del Pacífico, el 1.96% eran de otras razas y el 2.09% pertenecían a dos o más razas. Del total de la población el 5.38% eran hispanos o latinos de cualquier raza.

## Personajes famosos
- Paul Ryan (1970- ), congresista
- Russ Feingold (1953- ), congresista